# Prințul Adalbert al Bavariei (1828-1875)
Prințul Adalbert al Bavariei (germană Adalbert Wilhelm Georg Ludwig Prinz von Bayern; 19 iulie 1828 - 21 septembrie 1875) a fost al noulea copil și al patrulea fiu al regelui Ludovic I al Bavariei și a soției sale, Theresa de Saxa-Hildburghausen.

## Căsătorie
La Madrid la 25 august 1856 s-a căsătorit cu Infanta Amelia Filipina a Spaniei (1834–1905), a șasea fiică și al 11-lea copil al infantelui Francisco de Paula al Spaniei (fiul mai mic al regelui Carol al IV-lea al Spaniei) și a Prințesei Luisa Carlotta de Bourbon-Două Sicilii. Împreună au avut cinci copii:
- Ludwig Ferdinand (1859–1949); căsătorit cu Infanta María de la Paz a Spaniei
- Alfons (1862–1933); căsătorit cu Prințesa Louise de Orléans, fiica lui Ferdinand Philippe Marie, duce d'Alençon
- Isabela (1863–1924); căsătorită cu Tommaso, Duce de Genoa
- Elvira (1868–1943); căsătorită cu Rudolf von Wrbna-Kaunitz-Rietberg-Questenberg și Freudenthal
- Clara (1874–1941); necăsătorită